# Naakt over de schutting
Naakt over de schutting is een Nederlandse speelfilm uit 1973 onder regie van Frans Weisz, naar het gelijknamige boek van Rinus Ferdinandusse. Producent was Rob du Mée.
De muziek voor de film werd geschreven door Ruud Bos. De accordeon in de openingsmuziek wordt bespeeld door John Woodhouse. Sylvia Kristel zingt in de film het lied Hey, a letter came today, de tekst is van Herman Pieter de Boer. Het nummer werd ook op single uitgebracht. Kristel heeft later wel vaker gezongen, maar dit was de eerste keer.

## Verhaal
Rick Lemming (Rijk de Gooyer) woont in het hart van Amsterdam. Hij bestiert een gokhal en als hobby houdt hij duiven op zijn platje. In zijn huis verhuurt hij een kamer aan onderwijzeres Penny van der Laan (Jennifer Willems). Rick is dik bevriend met karatekoning Ed Swaan (Jon Bluming).
Als Rick en Penny op een avond gaan kijken naar Eds comeback-wedstrijd, maken ze kennis met Eds vriendin, het zangeresje Lilly Marischka (Sylvia Kristel) en haar televisie-crew. Al gauw blijkt dat Lilly deze mannen met een optreden in een pornofilm ter wille moet zijn in ruil voor hulp bij het opbouwen van haar carrière. Onder het mom dat het een "kunstfilm" betreft wordt ook Ed in het seks-avontuur meegesleept.
Als Rick op een avond stiekem een kijkje gaat nemen ziet hij hoe het in de filmstudio uit de hand loopt en Ed en Lilly verdere medewerking staken. Als Lilly de film terugeist worden ze bedreigd en vluchten daarom "naakt over de schutting" naar de sportschool van Ed, en van daaruit naar het huis van Rick. Hun kleren blijven in de filmstudio achter.
Samen gaan de mannen de volgende dag op onderzoek uit en ontdekken een aantal onfrisse praktijken van de tv-heren, die hun porno-plannen niet zomaar laten dwarsbomen en zich het liefst van de doortastende Rick willen ontdoen. Rick belandt hierdoor zelfs in een gracht en wordt door Ed gered. Via de moord op de studiobaas, een aanslag op Lilly, moord op een te loslippige vriendin en een gijzeling van Penny om de film weer in bezit te krijgen komt het tot een spectaculaire tram-achtervolging door Amsterdam. De slechteriken worden ingerekend, Rick kan weer naar zijn duiven, Penny naar haar leerlingen en Lilly naar haar geliefde Ed.

## Rolverdeling
| Acteur                   | Personage                 | Beschrijving                                        |
| ------------------------ | ------------------------- | --------------------------------------------------- |
| Rijk de Gooyer           | Rick Lemming              |                                                     |
| Jennifer Willems         | Penny van der Laan        | onderwijzeres                                       |
| Jon Bluming              | Ed Swaan                  | karateka                                            |
| Sylvia Kristel           | Lilly Marischka           | zangeres                                            |
| Jérôme Reehuis           | Lode Zaayer               | journalist                                          |
| Ton Lensink              | Floor van de Terpe        | tv-regisseur                                        |
| Jerry Brouer             | Otto "Boeboe" Van Halsden | financier                                           |
| Adèle Bloemendaal        | Celia Strumpf             | zijn zuster, en verloofde van Floor                 |
| Marc Maalderink          | Haaks                     | eigenaar filmstudio                                 |
| Ko van Dijk              | Joop de Heer              | Inspecteur van politie                              |
| Lodewijk Sijses          | Max                       | tweelingbroer van Cas en handlanger van Van Halsden |
| Hans Sijses              | Cas                       | tweelingbroer van Max en handlanger van Van Halsden |
| Olga Zuiderhoek          | Molly                     | ene helft van de zingende zusjes Vink               |
| Carola Gijsbers van Wijk | Dolly                     | andere helft van de zingende zusjes Vink            |
| Frans Halsema            | Puck                      | presentator tv-show                                 |
| Rinus Ferdinandusse      |                           | PR-man platenmaatschappij                           |
| Jaap Stobbe              |                           | Medewerker gokhal                                   |
| Ed Lautenschlager        |                           | Tv-nieuwslezer                                      |
| Con Meijer               |                           |                                                     |
| Ricardo Sibelo           |                           |                                                     |
| Mac                      |                           |                                                     |
| Janny Doelmoekti         |                           |                                                     |
| Coby Doelmoekti          |                           |                                                     |
| Saripa Doelmoekti        |                           |                                                     |
| Maniuschka Cahn          |                           |                                                     |
| Loek Hollander           |                           |                                                     |
| Karel Korsman            |                           |                                                     |
| Harm Post                |                           |                                                     |

## Trivia
- Op het affiche van de film klimmen de hoofdrolspelers De Gooyer, Bluming en Willems naakt over de schutting. De Gooyer en Willems zijn echter in de film alleen gekleed te zien.
- Bij de tramachtervolging dwingen Max en Cas een trambestuurder onder bedreiging uit de remise te rijden, achtervolgd door Rick, Ed en Penny. Hierbij rijdt Rick zonder meer met een tram weg. In werkelijkheid betreft het hier echter een lestram waarbij de instructeur op de bestuurdersplaats zit (en dus rijdt) en Rick op de instructeursplaats zit. Het lijkt echter dat Rick zelf rijdt.
- De opnames in de televisiestudio werden gemaakt in Studio Bellevue in Amsterdam, toen nog in gebruik bij de NOS. Even later zien we de kantine, die zogenaamd ook in het gebouw is. In werkelijkheid is dit de kantine van het Henkel-gebouw aan de Prof. E.M. Meijerslaan in Amstelveen. Later was in dat pand auteursrechtenorganisatie Buma/Stemra gevestigd en tegenwoordig huist WoonZorg Nederland er. De gouden-plaat-receptie voor Lilly werd gehouden in de Rode Hoed in Amsterdam.
- Volgens de biografie Rijk van K. Vos en S. Aerden uit 2002 had De Gooyer altijd moeite met vrij- en seksscènes in een film. Hij voelde zich er ongemakkelijk bij vanwege de hele filmploeg eromheen. Frans Weisz wist dit en toen De Gooyer met Adèle Bloemendaal een seksscène moest spelen probeerde hij de acteur in stemming te brengen. Aangezien De Gooyer enthousiasme had getoond bij het voeren van de duiven, zei Weisz: "Denk aan de duiven, Rijk". Adèle Bloemendaal voelde zich nogal beledigd en zei verontwaardigd: "Moet ik soms gaan koeren?"
- Jon Bluming was in werkelijkheid ook een karate-grootmeester.
- De elpee van de filmmuziek is een prijzig verzamelobject.[1]